# Gaujiena
Gaujiena (niem. Adsel, dawne formy w języku polskim: Adzel, Adził) − wieś na Łotwie w novadsie Smiltene, centrum administracyjne pagastsu Gaujiena, nad rzeką Gaują.

## Historia
Pierwotnie posiadłość inflanckiej gałęzi zakonu krzyżackiego, gdzie wybudowano zamek w 1236 r., będący siedzibą komtura, zniszczony w 1702 r. w czasie wojny północnej.
W 1625 r. majątek został przyznany przez Gustawa Adolfa riksmarskowi Axlowi Gustafssonowi Banérowi, a następnie odziedziczyła go jego prawnuczka hrabina Catharina Regine Horn. Poprzez małżeństwo stał się własnością barona Carla Gustava von Delwig, który w 1784 r. sprzedał posiadłość Heinrichowi Berensowi von Rautenfeld. Jego syn sprzedał go w 1818 r. landratowi Adolfowi von Wulf. W rodzinie Wulfów majątek pozostał do wywłaszczenia. Klasycystyczny pałac został zbudowany około 1850 r. przez rodzinę Wulffów. Ogromny portyk z sześcioma gigantycznymi filarami został dodany później. Pod koniec XVIII wieku powstał park krajobrazowy. Ostatnim właścicielem był Woldemar von Wulf. Od 1922 r. w zamku mieści się szkoła. Zespół zamku i zachowanych budynków gospodarczych jest obecnie zabytkiem narodowym.
Do 2009 r. miejscowość znajdowała się w rejonie Alūksne, w gminie Ape.